# La hojilla
La hojilla és un programa d'opinió de la televisió veneçolana transmès per la cadena estatal Venezolana de Televisión. Conduït per Mario Silva, en els seus començaments comptava amb la intervenció dels periodistes Eileen Padró i Néstor França, que després es van retirar per a iniciar ambdós en el 2006 el seu propi programa dit La Réplica.
La hojilla enfronta, la problemàtica de la política a Veneçuela. El seu conductor realitza entrevistes, anàlisis i denúncies. D'igual manera, el programa ha convidat a personalitats locals com la periodista i advocada Eva Golinger, l'humorista Joselo, el cantant Paul Gillman, l'activista política Lina Ron, al que anara president de l'Assemblea Nacional i després canceller, Nicolás Maduro i al president veneçolà Hugo Chávez, entre d'altres.
És considerat pels simpatitzants del govern d'Hugo Chávez com una font d'informació alternativa, que permet contrarestar els atacs dels mitjans de comunicació privats tant dins com fora del país en contra del govern veneçolà, mentre l'oposició al president veneçolà veu en aquest programa i en el seu conductor, quasi un paradigma de l'ús *sectario i abusiu dels mitjans de l'Estat Veneçolà per part de l'oficialisme.
El lema del programa La hojilla és "esquinçant el vel mediàtic", en al·lusió a la desinformació i manipulació mediàtica comunament practicada per alguns mitjans de comunicació privats.
El 9 de setembre de 2008 Mario Silva va anunciar la suspensió temporal de l'espai per a dedicar temps a la seua campanya per la governació de l'estat Carabobo. Es va rellançar el programa el gener de 2009 després de la seua derrota en les eleccions.

## Crítiques
La hojilla ha estat el centre de crítiques tant de polítics de l'oposició veneçolana com d'algunes personalitats simpatitzants del projecte d'Hugo Chávez, segons aquests, el programa seria de tall vulgar i sensacionalisme. Alguns opinen que açò es deu al fet que el programa ataca a polítics d'oposició i a periodistes de canals privats (amb línia editorial opositora) així com a personalitats internacionals (presidents, polítics, diplomàtics, entre altres).
Abans del seu retir temporal del programa, el 9 de setembre de 2008, Mario Silva va posar al descobert i davant l'audiència tant nacional com internacional un vídeo on es mostra un pla orquestrat per militars retirats a fi de portar a terme un suposat magnicidi en contra del president. Açò va generar més incredulitat i suspicàcia que alarma en tot el país i va ser vist com una cortina de fum per part de crítics i opositors. Només es van necessitar minuts perquè tant la Fiscalia General de la República com el Poder Públic obriren una àrdua investigació, resultant la detenció de molts implicats en el cas. Posteriorment l'enregistrament va ser denunciada per membres del bloc opositor de l'Assemblea Nacional com un muntatge i de poc sustentable l'informe d'investigació sobre el cas del suposat colp i magnicidi.